# Anthony Petrie
Anthony Petrie (Tenterfield, 3 giugno 1983) è un ex cestista australiano.